# Estigmene columbiana
Estigmene columbiana är en fjärilsart som beskrevs av Rothschild 1910. Estigmene columbiana ingår i släktet Estigmene och familjen björnspinnare. Inga underarter finns listade i Catalogue of Life.